# Бастон (окръг)
Бастон (на френски: Bastogne) е окръг в Югозточна Белгия, провинция Люксембург. Площта му е 1043 km², а населението – 48 183 души (по приблизителна оценка от януари 2018 г.). Административен център е град Бастон.